# Ci'an
La emperatriz consorte Ci'an (Pekín, 1837 - ídem, 1881) fue la esposa del emperador Xianfeng. Nombrada primera emperatriz, selló una relación cada vez más estrecha con una de las concubinas imperiales, Cixi. Nunca le dio un hijo su esposo y se contentó con criar al hijo que Xianfeng tuvo con Cixi, que fue ascendida a emperatriz. El cuidado del pequeño Tongzhi consolidó aquella extraña amistad, no desprovista de cierta rivalidad.

## Biografía

### El golpe de Estado de 1861
En 1861, durante la segunda guerra del Opio, la familia imperial huyó de la Ciudad Prohibida para escapar de la invasión de las potencias extranjeras. Fue en la residencia de caza de Yehol donde murió el emperador Xianfeng, nombrando un Consejo de Regentes hasta la mayoría de edad de su hijo y heredero, Tongzhi. Entre los regentes, uno de ellos, Sushun, se convirtió en una seria amenaza para ambas emperatrices. Sushun había planificado aislar a ambas mujeres del poder y asumir el gobierno de China junto a sus compañeros. El hecho de que Sushun fuese un fuerte defensor de la tradición, aborreciendo toda idea de modernidad, hizo evidentes a ambas los peligros que entrañaba el gobierno reaccionario que pretendía implantar Sushun.
Fue entonces cuando Cixi y Ci'an planificaron un golpe de Estado para asumir la regencia sobre el joven emperador y gobernar China. Debe decirse que la emperatriz Ci'an tenía un instinto político mucho más limitado que Cixi y, en muchos sentidos, se dejó guiar por la otra emperatriz. Sin embargo, gracias a sus consejos, ambas consiguieron derrocar a los regentes, y se convirtieron en gobernantes hasta la mayoría de edad de Tongzhi.    
Durante la regencia, el peso político lo tuvo Cixi, mientras Ci'an se entregó a los placeres de la música, el arte y la meditación budista. Cargada de una poderosa feminidad y belleza, fue siempre vista con respeto y veneración en la Ciudad Prohibida. Admirada por la nobleza china, gozó de gran estima por los miembros del Consejo y se convirtió en una figura materna de gran importancia para el emperador Tongzi.

### Sus últimos años
Cuando el emperador Tongzi murió en 1875 como consecuencia de viruela —aunque algunos decían que fue a causa de la sífilis por sus continuas visitas a burdeles de Pekín—, la emperatriz Ci'an se refugió cada vez más en su propio mundo. Su desapego por los asuntos políticos del imperio no hizo sino crecer. Cuando subió al trono, el emperador niño de cuatro años Guangxu, y se instauró de nuevo una regencia, Ci'an delegó todo el peso político a Cixi, pese a que continuó manteniendo su papel de regente. Durante sus últimos años de vida, Ci'an se convirtió en una auténtica figura materna para el joven emperador Guangxu, al igual que lo había sido para su antecesor. Finalmente murió de un derrame cerebral en 1881, y no a causa de un envenenamiento planificado por Cixi, como tradicionalmente se ha difundido. 
- Datos: Q1150358
- Multimedia: Empress Dowager Ci'an / Q1150358